# Чамбеши
Чамбеши (англ. Chambeshi, Chambezi) — река в Замбии.
Исток находится в горах на северо-востоке Замбии, недалеко от озера Танганьика, на высоте 1760 м над уровнем моря. Течёт в южном направлении, через 480 км впадает в реку Луапула.
В конце сезона дождей в мае река приносит большие водные массы, которые пополняют болота и затопляют обширную пойму на юго-востоке, поддерживая экосистему болот Бангвеулу. Затем вода из болот вытекает через реку Луапула.